# Lichen sclerosus
Lichen sclerosus (LS), soms ook lichen sclerosus et atrophicans (LSEA of LSA) genoemd, is een huidziekte, waarbij de huid plaatselijk elasticiteit verliest en wittig verkleurt. Lichen sclerosus geeft klachten van chronische pijn, jeuk en branderigheid. De aandoening komt voor bij beide geslachten en op iedere leeftijd. Het betreft vooral de huid van de genitaliën, die daardoor kunnen vergroeien, maar de aandoening kan ook elders op de huid voorkomen De oorzaak is onbekend; de ziekte is niet besmettelijk. Het gaat waarschijnlijk om een auto-immuunproces. Hoewel lichen sclerosus vaak de genitaliën treft, is het geen seksueel overdraagbare aandoening. Het is niet zo zeldzaam; tussen de twee à drie op de duizend personen lijden aan de aandoening.
De afwijkingen behorend bij anogenitale lichen sclerosus kunnen optreden op de vulva, het perineum en het perianale gebied. De schaamlippen zijn het frequentst aangedaan. Het vaginaslijmvlies zelf is niet bij lichen sclerosus betrokken.
Bij mannen worden de meeste afwijkingen gezien ter plaatse van voorhuid (preputium), sulcus coronarius penis en eikel (glans penis). Naast de genitale vorm van lichen sclerosus wordt bij 15 tot 20% van de patiënten een extragenitale vorm gezien die zich met name manifesteert op romp, bovenbenen en hals, rond de polsen en, zeer zelden, op het hoofd. Deze extragenitale vorm wordt gekenmerkt door witte papels en atrofische maculae, en wordt zelden gezien bij mannen. Sporadisch wordt een orale vorm van lichen sclerosus beschreven zonder genitale of cutane afwijkingen. Hierbij zijn er asymptomatische, witte maculae.

## Algemeen kader
Het Griekse woord lichen (λειχην) betekent korstsmos, korstmos gelijkend, huiduitslag; het Griekse woord skleros (σκλερóς) betekent droog, hard, de Latijnse uitgang -osus maakt hier een bijvoegelijk naamwoord in het Latijn van. Lichen sclerosus werd voor het eerst in 1887 door François Henri Hallopeau in zijn artikel "Leçons cliniques sur les maladies cutanées et syphilitiques. Première leçon, suite et fin. Le lichen plan atrophique" beschreven. Er zijn in het verleden meerdere synoniemen gebruikt waaronder: kraurosis vulvae, lichen sclerosus, lichen albus, balanitis xerotica obliterans (BXO), ziekte van Csillag en white spot disease. Ook werd het leukoplakie genoemd, maar deze term wordt tegenwoordig voor andere aandoeningen gebruikt.
In 1989 stelde de International Society for the Study of Vulvovaginal Disease (ISSVD) de term lichen sclerosus voor. In het verleden dacht men dat lichen sclerosus een vorm van lichen planus was. Tegenwoordig is middels een biopt eenvoudig lichen sclerosus te onderscheiden van lichen planus. Lichen sclerosus komt voor in alle leeftijdsgroepen en wordt het meest gezien bij blanken, met een geschatte prevalentie van 1:300 tot 1:1000 De vrouw-manratio bedraagt 6:1 tot 10:1.

## Symptomen
De meest voorkomende klachten bij lichen sclerosus zijn jeuk, een schraal gevoel en irritatie van de vulva, bij de vulva zijn deze verschijnselen bekend onder de naam vulvodynie. Tevens worden vaak anale jeuk en pijnlijke defecatie gemeld. Dyspareunie is een laat symptoom van de huidaandoening en is geassocieerd met fissuurvorming, stenosering van de introïtus en verkleving van de labia. Verder is er een witte verkleuring van de geslachtsorganen met vaak de anus ("figure of eight"). Door het door de jeuk veroorzaakte krabben en de huidatrofie treedt er beschadiging op van de huid.
Op den duur treedt er een verandering van de architectuur van de vulva op. De binnenste schaamlippen (labia minora) verstrijken en vergroeien met de omgeving en de tegenoverliggende schaamlip. Hierdoor vernauwt de vagina-opening (introïtus). Dit geeft weer pijn bij vrijen (dyspareunie).
Klinisch wordt lichen sclerosus gekenmerkt door voortschrijdende sclerosering van de huid en een porseleinwitte verkleuring van de vulva, met verlies van architectuur. De clitoris wordt soms onder het clitorishoed "begraven". Vaak resorberen of agglutineren de binnenste schaamlippen zodanig dat ze niet meer als dusdanig herkenbaar zijn. Bij inspectie van de anogenitale regio valt vaak op dat de huid ter plaatse van de binnenste en/of buitenste schaamlippen wit verkleurd en verdikt is. Tevens kunnen atrofie van de huid ("sigarettenpapier"), erythemateuze maculae, papels, plaques en ecchymosen (kleine vlekkerige bloedingen in slijmvlies of huid) waargenomen worden. Het veelvuldig krabben van de aangedane huid veroorzaakt vaak excoriaties, lichenificatie en oedeem.
Bij veel postmenopausale vrouwen is een verlaagd oestrogeengehalte een additionele factor bij het optreden van dyspareunie.
Bij mannen ontstaat meestal eerst een ontsteking van de voorhuid van de penis, soms ook van de eikel. Ten gevolge van deze ontsteking kan de voorhuid vernauwen, waardoor deze niet meer over de eikel kan worden teruggeschoven. In een later stadium ontstaat een verdunning van de huid. De huid wordt wit van kleur en lijkt dan papierdun. Defecatieproblemen komen regelmatig voor, meestal veroorzaakt door perianale fissuren en erosies. Veelal zijn er ook klachten van dyspareunie (pijn bij het vrijen) en soms is geslachtsgemeenschap geheel onmogelijk.
In 20% van de gevallen worden ook afwijkingen gezien op de romp, voornamelijk op het bovenste deel en rond de navel. Zeer zelden ziet men de huidafwijkingen op de scrotum (balzak), schedel, de handpalmen en de voetzolen. In de mond komt deze aandoening voor als blauw-witte plekjes op de binnenkant van de wang, het verhemelte en de tong, vaak zonder dat men er weet van heeft. Ook abnormale haargroei aan de binnenkant van de schaamlippen wordt soms gezien, die weer verdwijnt wanneer de aandoening geneest.

## Diagnostiek
De diagnostiek van lichen sclerosus is niet moeilijk als men er op bedacht is. Microscopisch onderzoek van een huidbiopsie stelt de diagnose zeker. Veel mensen stellen het bezoek aan de arts uit door gène. Lichen sclerosus op andere plaatsen dan de genitalia is vaak moeilijker te diagnosticeren. Alleen door middel van een biopt kan de diagnose histopathologisch bevestigd worden. Kenmerkend zijn onder andere de verdunning van de epidermis, hyperkeratotische haarfollikels, acanthose, verdikking en homogenisatie van de collagene vezels, sclerotische vaatjes en infiltratie van de epidermis door lymfocyten.

## Etiologie
De precieze oorzaak van lichen sclerosus is niet bekend. Wel wordt in de literatuur gesuggereerd dat genetische, immunologische, infectieuze en hormonale factoren een rol kunnen spelen. In een studie werd lichen sclerosus gekoppeld aan een infectie met Borrelia burgdorferi. De aandoening komt in sommige families vaker voor en wordt vaker bij auto-immuunziekten gezien, waarvoor frequenties van 21-34% worden beschreven. Bij ongeveer driekwart van de LS patiënten komen autoantilichamen voor. LS wordt vaker gezien bij patiënten met o.a. schildklierafwijkingen, vitiligo en alopecia areata. Er zijn ook literatuurgegevens (zie bronvermelding) over het familiair voorkomen van LS. Mogelijk spelen hier genetische factoren een rol. Immunogenetische studies tonen een significante associatie met HLA Klasse II antigeen DQ7.

## Histopathologisch beeld
De histopathologische kenmerken van lichen sclerosus zijn atrofie, smal plaveiselcelepitheel, verlies van retelijsten, spongiose, bloeding en hyperkeratose. Het meest karakteristiek zijn de hydropische degeneratie van de basale cellen, homogenisatie van het dermale collageen met daar onder een bandvormig lymfohistiocytair ontstekingsinfiltraat en verlies van elastische vezels en fibrilline (zie eerdere voetnoten).

## Maligniteiten
Het is bekend dat anogenitale lichen sclerosus gepaard gaat met een verhoogde kans op maligniteiten, waarvan het vulvaire plaveiselcelcarcinoom de meest voorkomende is met een levensrisico van rond de 6%. Eerdere studies lieten zien dat er bij patiënten met een vulvacarcinoom bij 5-60% tevens lichen sclerosus werd gevonden bij histopathologisch onderzoek en dat maligniteit ontstaat in een gebied van al dan niet veranderde lichen sclerosus. Er zijn bij de vulvacarcinoompatiënten 2 verschillende groepen te onderscheiden: jonge patiënten, vaak rokend, met een basaloïd of verruceus vulvacarcinoom dat samenhangt met oncogeen humaan papillomavirus (HPV), in een omgeving van multifocale klassieke intra-epitheliale neoplasie. Bij 20% van deze patiënten is er ook dysplasie of een carcinoom van de cervix. Daarnaast is er een groep oudere patiënten met een vulvacarcinoom die meestal HPV-negatief zijn en in de omringende huid in 40-80% van de gevallen een pre-existente lichen sclerosus of een gedifferentieerde vulvaire intra-epitheliale neoplasie hebben.

## Behandeling
Lichen sclerosus is niet te genezen; het doel van de behandeling is het bestrijden van lokale symptomen, het voorkómen en het behandelen van complicaties en het vroeg opsporen van maligniteiten. Therapie voor lichen sclerosus begint met maatregelen die patiënten zelf kunnen treffen, zoals het vermijden van detergentia en van het dragen van te strak synthetisch ondergoed. In het algemeen kan worden gesteld dat ook patiënten zonder klachten toch dienen te worden behandeld indien er actieve lichen sclerosus bestaat, hetgeen het geval is bij purpura, hyperkeratose, erytheem als teken van inflammatie of progressieve atrofie. De basis van de huidige behandeling van lichen sclerosus wordt met name gevormd door dermatocorticosteroïden. De volgende behandelelementen kunnen worden onderkend:
- Langdurig[26] gebruik van corticosteroid crèmes, (klasse III of IV). Dit wordt in een actieve fase gedurende enkele weken twee keer per dag aangebracht, daarna dient de behandeling afgebouwd te worden. Vaak wordt aangeraden om dit een of twee keer per week door te gebruiken, omdat de ziekte opnieuw kan opvlammen. Er zijn ook successen gemeld met tacrolimuszalf en pimecrolimuscrème.
- Daarnaast is het belangrijk de huid goed te verzorgen met een (neutrale) vette zalf. Bij postmenopausale vrouwen kunnen lokale oestrogenen een therapie zijn voor vaginale atrofie, maar deze remmen het ziekteproces van lichen sclerosus niet.
- Een aantal[27] studies laat bij lichen sclerosus gunstige resultaten zien van het gebruik van lokale calcineurineremmers, pimecrolimus en tacrolimus.[28]
- Indien er bij vrouwen vernauwing is van de vaginaopening en er is wens voor geslachtsgemeenschap, kan er een verwijdingsoperatie plaatsvinden een zgn. introitusplastiek. Dit kan worden overwogen als sprake is van een vernauwde ingang van de vagina. Bij vrouwen met lichen sclerosus (LS) is de huidplooi aan de achterzijde (commissura posterior) vaak strak en kwetsbaar, bijvoorbeeld leidend tot bloedverlies bij seks. Ook de plooi aan de voorzijde is vaak kwetsbaar. Genoemde plastiek wordt meestal via dagbehandeling uitgevoerd (dus geen opname noodzakelijk). Omdat lichen sclerosus niet voorkomt ter plaatse van de vaginawand wordt deze bij een plastiek gebruikt. Dus als de vagina-achterwand wordt gebruikt om de ingang van de schede te verruimen (klassieke ‘introitusplastiek’), dan bestaat er géén risico dat daar ter plaatse lichen sclerosus optreedt.
- Bij mannen met een vernauwing van de voorhuid kan een besnijdenis een goede oplossing zijn. Ook bij vrouwen kan een vergelijkbare besnijdenis uitkomst bieden in het geval de clitoris is begraven onder weefsel dat is verkleefd.
- De aandoening kan zowel psychisch als fysiek belastend zijn.[29] Goede begeleiding is belangrijk. Dit kan gebeuren door gynaecoloog of dermatoloog of (vooral bij hardnekkige of uitgebreide afwijkingen) in een gespecialiseerde vulvapoli waar deze samenwerken.

## Beloop
In de meeste gevallen en vrij zeker boven de 45 jaar is de huidaandoening blijvend.
Een klein deel van de patiënten met lichen sclerosus zijn meisjes vóór de puberteit. Bij twee derde van deze kinderen verdwijnen de klachten spontaan bij het begin van de puberteit. Bij de resterende een derde blijven afwijkingen bestaan.

### Complicaties
In aangedane huidgedeelten kan zich een plaveiselcelcarcinoom ontwikkelen. Het risico hierop wordt op 5-6% geschat. De plaveiselcelcarcinomen ontstaan vooral in de hyperplastische gebieden.

## Recente ontwikkelingen
- Volgens een onderzoek uit 2000 zou lichen sclerosus mogelijk minder vaak voorkomen bij mannen die besneden zijn.[38]